# پورچالما
پورچالما (به مجاری:  Porcsalma) یک منطقهٔ مسکونی در مجارستان است که در سابولچ-ساتمار-برگ واقع شده‌است. پورچالما ۳۱٫۱۰ کیلومتر مربع مساحت و ۲٬۷۶۹ نفر جمعیت دارد.